# Beautiful Trauma (chanson)
Singles de P!nk
What About Us
(2017) Whatever You Want
(2017)
Pistes de Beautiful Trauma
Revenge
Beautiful Trauma est une chanson écrite par la chanteuse américaine P!nk pour son septième album studio Beautiful Trauma, dont il est le deuxième single. Il sort le 28 septembre 2017.
Le 13 octobre 2017, une nouvelle vidéo est diffusée. Elle présente une troupe de danseurs sur un ring de boxe, dansant au rythme de Beautiful Trauma.
Le 21 novembre 2017, le clip officiel est mis en ligne sur YouTube. On peut y voir P!nk jouer la vie de couple des années 60 avec Channing Tatum.

## Liste des pistes
| 1. | Beautiful Trauma | P!nk, Jack Antonoff | 4:10 |

## Classements
| Classement (2017)            | Meilleure position |
| ---------------------------- | ------------------ |
| Australie (ARIA)             | 27                 |
| Suisse (Schweizer Hitparade) | 46                 |